# エアアジア・フィリピン
エアアジア・フィリピン (AirAsia Philippines) は、フィリピンの格安航空会社である。フィリピンにおける正式社名は Philippines AirAsia Inc. であり、フィリピン・エアアジア(Philippines AirAsia)と呼ばれることもある。

## 概要
2010年12月、マレーシアの格安航空会社エアアジアと、フィリピンのテレビ局、不動産開発業者などと合弁で、AirAsia Inc.として設立された。2011年8月15日に機体を受領し、同年11月8日には二号機も受け取り、2012年2月7日にフィリピンの航空当局から運航免許を取得し、同年3月28日に就航した。ルソン島・パンパンガ州アンヘレスに隣接したクラークに本社を置いていた。
2013年3月にはフィリピンの航空会社であるゼストエアウェイズとの株式交換契約を締結し、相互の株式を保有する提携関係を結び、ニノイ・アキノ国際空港への乗り入れ権利を取得した。
2013年10月9日クラーク国際空港の運用体制が良くないとしてエアアジア・フィリピンのクラーク発着路線を運航停止し、クラークから撤退した。運航停止後のフィリピン発着のエアアジア便は、「エアアジア・ゼスト」運航便のみになり、運航拠点を変更してマニラのニノイ・アキノ国際空港での発着路線に注力するとした。2015年9月末まで運航を続けた後、エアアジア・ゼストへと統合。
2016年1月、エアアジア・ゼストと経営統合し、エアアジア・フィリピン(AirAsia Philippines)のブランドに統一した。
2019年3月、日本の国土交通省より外国人国際航空運送事業の経営許可を取得、7月1日より、マニラ - 関西 間に就航した。

## 保有機材

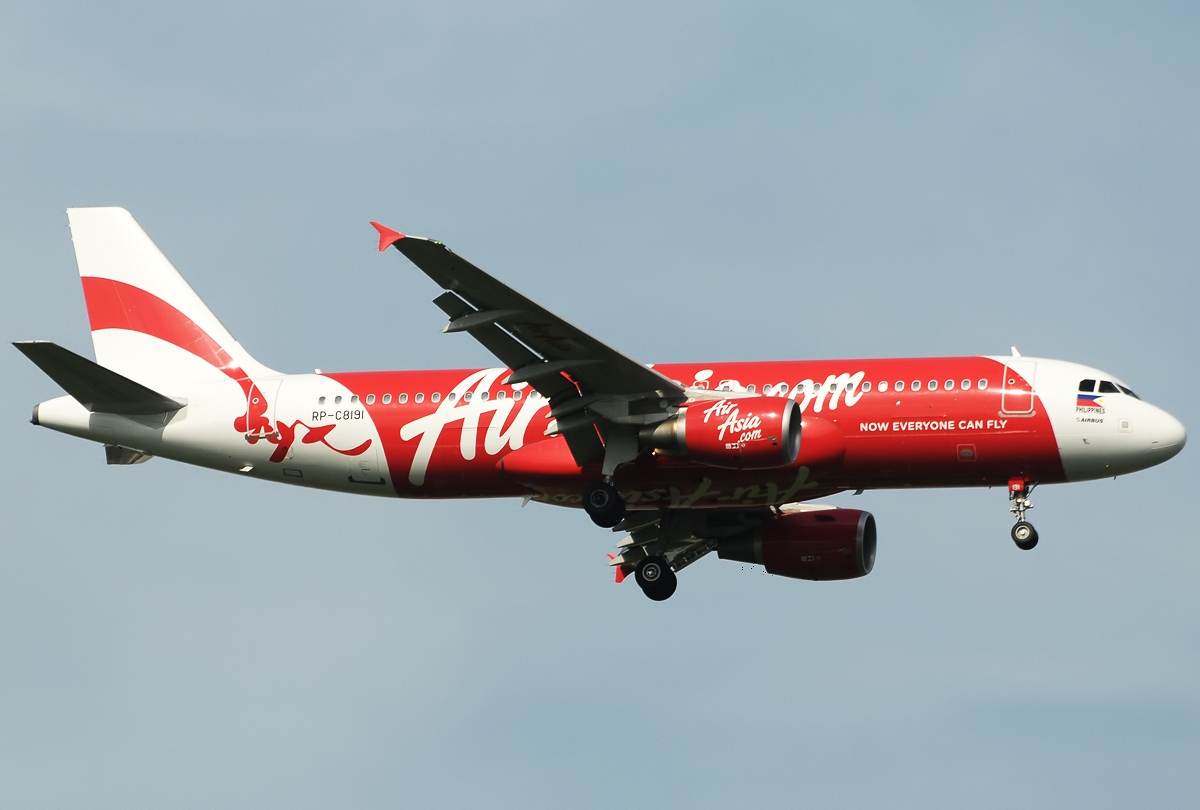
エアバス A320-200

- エアバスA320-200型機 : 16機[3][4]

同社はゼストエアを統合した経緯などから保有機材に中古機が存在し、一時期エンジンメーカーがCFM製とIAE製の違いがある機材が混在していたが2018年までにIAEエンジン採用機は退役し解消している。また、LCCのためリース機体が多くエアアジア本体を介してグループ内機材往来が激しく需要による入れ替え増減も多い。

## 就航都市
| 地域       | 国         | 就航地 |
| ---------- | ---------- | --- |
| 東南アジア | フィリピン | マニラ、カティクラン、セブ、バコロド、ダバオ、ドゥマゲテ、ジェネラル・サントス、イロイロ、カリボ、ラギンディガン、プエルト・プリンセサ、タクロバン、パングラオ、サンボアンガ |
| 東南アジア | マレーシア | コタキナバル |
| 東南アジア | タイ       | バンコク/ドンムアン |
| 東アジア   | 中国       | 広州、上海浦東、深圳 |
| 東アジア   | 香港       | 香港 |
| 東アジア   | マカオ     | マカオ |
| 東アジア   | 台湾       | 台北/桃園、高雄 |
| 東アジア   | 韓国       | ソウル/仁川 |
| 東アジア   | 日本       | 東京/成田、大阪/関西 |

2025年3月現在